# 青い空が好きっ!
『青い空が好きっ!』（あおいそらがすきっ）は、2006年10月14日から2009年3月21日まで山口朝日放送 (yab) で放送されていた同局制作の旅番組・バラエティ番組（ローカル番組）。ハイビジョン収録。

## 放送時間
- 土曜日 10:00 - 10:30 （本放送）
- 土曜日 25:30 - 26:00 （再放送）

## 概要
お笑いタレントがナビゲーターとして、山口県内各地の名物・名所（番組中では『いいこと』と表現）を巡る、通称「山口県TVロードマガジン」。県内では珍しい有名タレントの起用だが、基本的に各ナビゲーターが同時に出演することはなく（拡大版などの特別企画時に全員が揃うことはあり）、週によって単独で各ナビゲーターが出演していた（順番に規則性は無い）。
県内の特定地域に的を絞り、その地域の名物・名所を旅番組形式で紹介。番組は進行役がナビゲーターに各名物・名所を紹介するという形で進行していた。内容にはトークや様々なチャレンジ企画、対決、それに伴う罰ゲームなど、笑いを取るような演出が多数施されていた。
このほか、下記のミニコーナーが番組の合間や終盤に放送されていた。
お取り寄せグルメネット
『DO-YO-DA!!』の同名コーナーと同じ内容。第3回以降は放送されていない。
今週のプレゼント
抽選によるプレゼントコーナー。番組内容とは関係ないプレゼント内容が多い。

## 出演者

### メインナビゲーター
「いいことみつけ隊」として出演。
- 前田健
- マギー審司
- 井手らっきょ
- ふじいあきら - 2007年3月3日から登場。

### サポート
メインナビゲーターのサポート役に回る若手芸人。出演しない回もある。基本的に出演者としてクレジットされない。
なお、最終回に関しては、この3組4人がフィーチャーされた企画が放送された。
- ハマカーン - 前田健の回のほぼ全てに登場。例外的に出演者としてクレジットされている。
- やまもとまさみ - ふじいあきらの回のサポートで登場、メインナビゲーターを務める回もあり。
- いとうあさこ - マギー審司の回に登場。

### 進行役
ナビゲーターをサポートする役としてほぼ毎週出演。
- 山田香菜子（当時yabアナウンサー）
- 八木ひとみ（当時yabアナウンサー）

### ナレーター
- 柘植忠司（yabアナウンサー）

## テーマソング

### オープニングテーマ
- SMILE「クラゲ」 (2006年10月14日 - ） - テレビ朝日『トゥナイト2』のエンディングテーマにも採用されていたが、放送当時（1998年）、yabは同番組をネットしていなかった。

### エンディングテーマ
- 不明 (2006年10月14日 - ）

## エピソード
- 番組の放送開始前、yabは「まえけん、マギー、井手らっきょ」と連呼するコマーシャルを放送していた。
- 2006年10月7日より公式サイトで、視聴者の悩みにナビゲーターが答える「青空お悩み相談室っ!」(あおそらおなやみそうだんしつっ）を開始した。しかし回答が発表されることはなく、2007年4月初頭にページは削除された。
- 2006年10月14日に放送開始。『TVJapan』10月号には10月7日放送開始と記載されていたが、開始日がずれ込んだ。
- ハマカーンのツッコミ・神田伸一郎の姉である神田うのが結婚する際に、TBSの『アッコにおまかせ!』2006年11月12日放送分でこの番組が紹介された。同番組でハマカーンの二人は「前田健とのバーターによる出演」と紹介されていた。